# Lime Lake (New York)
Lime Lake est une census-designated place du comté de Cattaraugus, dans l'État de New York, aux États-Unis,. En 2020, elle compte une population de 836 habitants.